# Franklin (TV-serie)
Franklin är en amerikansk historisk och biografisk dramaserie vars första säsong hade premiär den 12 april 2024 på strömningstjänsten Apple TV+. Första säsongen består av åtta avsnitt. Serien är baserad på verkliga händelser.

## Handling
Serien kretsar kring uppfinnaren Benjamin Franklin. Hans passion sätts på prov när han ger sig ut på ett hemligt uppdrag till Frankrike.

## Rollista (i urval)
- Michael Douglas – Benjamin Franklin
- Noah Jupe – William Temple Franklin
- Marc Duret – Monsieur Brillon
- Ludivine Sagnier – Anne Louise Brillon de Jouy
- Thibault de Montalembert – Charles Gravier
- Daniel Mays – Edward Bancroft
- Assaad Bouab – Pierre de Beaumarchais
- Eddie Marsan – John Adams
- Jeanne Balibar – Anne-Catherine de Ligniville
- Théodore Pellerin – Gilbert du Motier, markis av Lafayette
- John Hollingworth – David Stormont